# Craig Alexander
Craig Alexander (Sídney, 22 de junio de 1973) es un deportista australiano que compitió en triatlón y acuatlón.
Ganó una medalla en el Campeonato Mundial de Triatlón de Larga Distancia de 2006. Además, obtuvo cuatro medallas en el Campeonato Mundial de Ironman entre los años 2007 y 2011, y tres medallas en el Campeonato Mundial de Ironman 70.3 entre los años 2006 y 2012.
En acuatlón consiguió una medalla en el Campeonato Mundial de Acuatlón de 1998.

## Palmarés internacional
| Campeonato Mundial | Campeonato Mundial   | Campeonato Mundial | Campeonato Mundial |
| Año                | Lugar                | Medalla            | Prueba             |
| ------------------ | -------------------- | ------------------ | ------------------ |
| 2006               | Canberra (Australia) | Medalla de plata   | Individual         |

| Campeonato Mundial | Campeonato Mundial     | Campeonato Mundial | Campeonato Mundial |
| Año                | Lugar                  | Medalla            | Prueba             |
| ------------------ | ---------------------- | ------------------ | ------------------ |
| 2007               | Hawái (Estados Unidos) | Medalla de plata   | Individual         |
| 2008               | Hawái (Estados Unidos) | Medalla de oro     | Individual         |
| 2009               | Hawái (Estados Unidos) | Medalla de oro     | Individual         |
| 2011               | Hawái (Estados Unidos) | Medalla de oro     | Individual         |

| Campeonato Mundial | Campeonato Mundial          | Campeonato Mundial | Campeonato Mundial |
| Año                | Lugar                       | Medalla            | Prueba             |
| ------------------ | --------------------------- | ------------------ | ------------------ |
| 2006               | Clearwater (Estados Unidos) | Medalla de oro     | Individual         |
| 2011               | Henderson (Estados Unidos)  | Medalla de oro     | Individual         |
| 2012               | Henderson (Estados Unidos)  | Medalla de plata   | Individual         |

| Campeonato Mundial | Campeonato Mundial | Campeonato Mundial | Campeonato Mundial |
| Año                | Lugar              | Medalla            | Prueba             |
| ------------------ | ------------------ | ------------------ | ------------------ |
| 1998               | Noosa (Australia)  | Medalla de bronce  | Individual         |